# Saint-Denis-de-Palin
 Saint-Denis-de-Palin  es una población y comuna francesa, situada en la región de  Centro, departamento de Cher, en el distrito de Saint-Amand-Montrond y cantón de Dun-sur-Auron.

## Demografía
| 365 | 354 | 314 | 327 | 374 | 339 |
| Para los censos de 1962 a 1999 la población legal corresponde a la población sin duplicidades (Fuente: INSEE [Consultar]) |     |     |     |     |     |